# Charlotte Cobras
Charlotte Cobras – zawodowa drużyna lacrosse, która grała w National Lacrosse League. Drużyna miała swoją siedzibę w Charlotte w Stanach Zjednoczonych. Rozgrywała swoje mecze na Cricket Arena. Drużyna została założona w 1996 roku.

## Wyniki
| Sezon | W-P  | Dom | Wyjazd | GZ | GS  |
| ----- | ---- | --- | ------ | -- | --- |
| 1996  | 0-10 | 0-5 | 0-5    | 85 | 186 |
| Razem | 0-10 | 0-5 | 0-5    | 85 | 186 |

Legenda:
- W-P → wygrane-przegrane
- Dom → mecze jako gospodarze W-P
- Wyjazd → mecze na wyjeździe W-P
- GZ → gole zdobyte
- GS → gole stracone